# Карпова (деревня)
Карпова — деревня в Орловской области России. 
В рамках административно-территориального устройства входит в Троицкий сельсовет Орловского района, в рамках организации местного самоуправления — в Орловский муниципальный округ.

## География
Расположена на реке Легоща, в 20 километрах к северо-востоку от центра города Орла.

## Население
| 2002 | 2010 |
| ---- | ---- |
| 341  | ↗345 |

Согласно результатам переписи 2002 года, в национальной структуре населения русские составляли 90 % от жителей.

## История
С 2004 до 2021 годы в рамках организации местного самоуправления деревня входила в Троицкое сельское поселение, упразднённое вместе с преобразованием муниципального района со всеми другими поселениями путём их объединения в Орловский муниципальный округ.